# Борис Всеволодович
Борис Всеволодович (Всеволодкович) (ум. ранее 1166) — князь Городненский с 1141/1142, сын городненского князя Всеволодко и Агафии Владимировны, дочери Владимира Мономаха.

## Биография
Борис был старшим из трёх сыновей городненского князя Всеволодко от брака с Агафией Владимировной, дочерью Владимира Мономаха. Борис унаследовал Городненское княжество после смерти отца. Впервые он появляется в источниках в 1144 году, когда вместе с младшим братом Глебом упомянут в числе князей, участвовавших в походе великого киевского князя Всеволода Ольговича на галицкого князя Владимирко Володаревича.
С 1150 года Борис упоминается в качестве сторонника волынского князя Изяслава Мстиславича в борьбе за Киев против Юрия Владимировича Долгорукого. В этом году Борис участвовал в походе к Дорогобужу. В 1151 году Борис участвовал во вторичном захвате Изяславом Киева, а затем он был послан преследовать Юрия Долгорукого, который отправился к Белгороду .
В 1166 году в качестве городненского князя упоминается уже Глеб Всеволодович, Борис к тому моменту, вероятно, уже умер. Русский биографический словарь упоминает об участии Бориса в событиях 1169 и 1172 годов, однако, по мнению А. В. Назаренко, данные сообщения относятся к младшему брату Бориса, Мстиславу.
Неизвестно, был ли Борис женат и были ли у него дети.  В 1173 году смоленские Ростиславичи отказались признать старшинство Андрея Боголюбского, захватив Киев. В ответ Боголюбский обратился с призывом к различным князьям, в числе которых упоминаются и князья городненские. Вероятно, к тому моменту кроме Мстислава в Городненском княжестве был как минимум ещё один взрослый представитель рода, но неясно, чьим он был сыном.